# Nigar Sultana (Cricketspielerin)
Nigar Sultana Joty (bengalisch নিগার সুলতানা জ্যোতি; * 1. August 1997 in Bangladesch) ist eine bangladeschische Cricketspielerin die seit 2015 für die bangladeschische Nationalmannschaft spielt und seit 2021 ihre Kapitänin ist.

## Aktive Karriere
Ihr Debüt in der Nationalmannschaft gab sie bei der Tour in Pakistan im Herbst 2015. Dabei absolvierte sie ihr erstes WTwenty20 und bei ihrem ersten WODI konnte sie 30* Runs erzielen. Ihre erste Weltmeisterschaft spielte sie beim ICC Women’s World Twenty20 2016, wobei ihre beste Leistung 35 Runs gegen England waren. Im Januar 2017 auf der Tour in Südafrika konnte sie im ersten WODI ihr erstes Half-Century erreichen, als sie ungeschlagene 59* Runs erzielte. Beim folgenden Women’s Cricket World Cup 2017 war ihr bestes Spiel das Aufeinandertreffen mit Pakistan, bei dem sie 41 Runs erreichte. Im November 2018 spielte sie beim ICC Women’s World Twenty20 2018 und konnte dort gegen Sri Lanka 20 Runs erreichen. Im November 2019 konnte sie in Pakistan ein weiteres Fifty über 58 Runs erreichen. Bei den Südasienspiele 2019 erzielte sie gegen die Malediven ein Century über 113* Runs. Beim ICC Women’s T20 World Cup 2020 konnte sie 39 Runs gegen Sri Lanka erreichen.
Für den Women’s Cricket World Cup Qualifier 2021 wurde sie als Kapitänin benannt und nachdem das Turnier vorzeitig abgebrochen worden war, war Bangladesch für die Weltmeisterschaft qualifiziert. Auch führte sie ihr Team bei der Qualifikation für die Commonwealth Games, jedoch scheiterte man im entscheidendes Spiel gegen Sri Lanka. Für den Women’s Cricket World Cup 2022 wurde sie ebenfalls als Kapitänin benannt. Dort schied sie mit dem Team nach der Vorrunde aus und sie erzielte ihre beste Leistung beim einzigen Sieg der Mannschaft gegen Pakistan mit 46 Runs. Bei der Qualifikation für den kommenden WTwenty20-World-Cup erreichte sie gegen Irland (67 Runs) und die USA (56* Runs) jeweils ein Fifty. Dem folgte beim Women’s Twenty20 Asia Cup 2022 ein Half-Century über 53 Runs gegen Malaysia. Im Dezember gelang ihr dann in der WODI-Serie in Neuseeland ein Fifty über 73 Runs. Ihre beste Leistung beim ICC Women’s T20 World Cup 2023 konnte sie gegen Australien erbringen, als sie ein Fifty über 57 Runs erreichte.